# Pierre Gusman
Pierre Gustave Adolphe Gusmand dit « Pierre Gusman », né le 6 décembre 1862 dans le 5e arrondissement de Paris et mort le 18 décembre 1941 à Grosrouvre, est un historien d'art, graveur et illustrateur français.

## Biographie
Fils du graveur Adolphe Gusman et de Marie Émilie Cleftie, Pierre Gusman fut à la fois historien de l'Antiquité romaine et des techniques de gravure sur bois, mais aussi artiste et illustrateur lui-même.
Issu des Beaux-arts, il exposa la première fois en 1885 et bénéficia de différentes bourses qui lui permirent entre 1894 et 1902 de voyager en Italie. Il fait ensuite partie de l'« école de Rambouillet » fondée en 1905 autour d'une communauté d'artistes, dont Julien Tinayre et Pierre Lelong.
En 1911, il cofonde la Société de la gravure sur bois originale (SGBO) dont le siège est à son domicile parisien, 22, boulevard Edgar-Quinet.
Auteur de nombreux essais sur les arts décoratifs sous la Rome antique et sur les graveurs, il contribua à des périodiques comme Nouvel Imagier, Le Livre et l’estampe, et fut directeur de la collection « Documents d’art » pour l'éditeur parisien Albert Morancé. De 1922 à 1931, il dirigea, chez ce même éditeur, la revue Byblis, miroir des arts du livre et de l’estampe.
Ses recherches sur les origines de la gravure sur bois lui permirent de découvrir que l'Arménie était le berceau de la technique du bois de bout, ce que confirmèrent des études ultérieures.
Pierre Gusman est nommé chevalier de la Légion d'honneur en 1925.
Une partie des archives de Pierre Gusman est conservée à l'Institut national d'histoire de l'art.

## Publications
- Pompéi, la ville, les mœurs, les arts, 1899

- Venise, 1902
- Les Portraitistes-graveurs du règne de Louis XIV, 1903
- La Ville impériale de Tibur, 1904

- Une ville antique sous les cendres. Pompéi, 1906
- La Villa d’Hadrien près de Tivoli, guide et description, suivi d’un catalogue des œuvres d’art..., 1908
- L’Art décoratif de Rome de la fin de la République au IVe siècle, 1909-1914, 3 vol.

- La Gravure sur bois et d’épargne sur métal du XIVe au XXe siècle, 1916
- La Gravure sur bois, 1917
- La Gravure française au XVIIIe siècle avec une suite de 44 estampes, 1921
- La Décoration murale à Pompéi 1924
- La gravure sur bois en France au XIXe siècle, 1929
- L’Art de la gravure. Gravure sur bois et taille d’épargne. Histoire et Technique, 1933
- La Rome antique, 1934
- Rome. La Rome du Moyen Âge et de la Renaissance, la Rome moderne, 1934
- Rome. La Cité du Vatican. Rome italienne et contemporaine, 1935
- Elskée au jardin de Vénus, 1936

- L’Illustration du livre français des origines à nos jours, 1945

## Dessins d'architecture
- Pompéi, 1896 : copies de peintures pompéienne 
  - Jeune femme au stylet, aquarelle, H. 38.4 ; L. 35 cm[8]. Paris, Beaux-Arts[9].
  - Jeune femme à l'Amour, aquarelle, H. 26 ; L. 23.9 cm[10]. Paris, Beaux-Arts[9].
  - Diane chasseresse, aquarelle, H. 27.7 ; L. 24.4 cm[11]. Paris, Beaux-Arts[9].
  - Pâris en habit de berger accompagné d'un amour, aquarelle, H. 38.2 ; L. 34.6 cm[12]. Paris, Beaux-Arts[9].

## Distinctions
- Chevalier de la Légion d'honneur